# Новосёлов, Кузьма Васильевич
Кузьма́ Васи́льевич Новосёлов (8 февраля 1919, Уржумский уезд, Вятская губерния — 20 марта 1985, Ворошиловград) — советский лётчик-ас истребительной авиации в Великой Отечественной войне, Герой Советского Союза (27.06.1945). Подполковник.

## Биография
Родился 8 февраля 1919 года в деревне Климино Вятской губернии в семье русского крестьянина. В 1920 году остался сиротой — мать скончалась от тифа, а отец погиб во время освобождения от японцев Дальнего Востока. Был воспитан в детском доме города Уржума Кировской области, там же получил среднее образование. После окончания школы работал в Казани на кожевенной фабрике.
В мае 1939 года был призван в ряды Красной Армии, срочную службу проходил в конвойных войсках в Украинской ССР. Участие в Великой Отечественной войне принимал с 1941 года.
В бою около Борисполя захватил фашистское знамя и автомобиль, затем во время переправы через Днепр получил ранение и был направлен в госпиталь. При захвате неприятелем госпиталя попал в плен, предпринял одну неудачную попытку бегства, но в итоге смог вновь бежать и 7 ноября 1941 года добрался до расположения советских войск. Был направлен в госпиталь для лечения воспаления лёгких.
После окончания лечения был направлен на обучение в Иркутское военное авиационное училище, которое окончил в 1941 году и был распределён в запасной авиаполк, где вскоре был назначен командиром звена управления. Сначала летал на самолётах У-2, а летом 1942 года начал осваивать истребитель Як-1. Работал лётчиком-инструктором, окончил курсы командиров звеньев. На фронт попал в 1943 году в 146-й истребительный авиационный полк (7-я гвардейская истребительная авиационная дивизия, 2-й истребительный авиационный корпус, 15-я воздушная армия, Брянский фронт).
Осенью 1943 года Кузьма Васильевич в ходе патрулирования около города Мценска Орловской области вместе с ещё тремя советскими самолётами Як-1Б вступил в бой с группой немецких Ju-88, двигавшихся в сопровождении Me-109. Младший лейтенант Новосёлов сбил два «Юнкерса» и один «Мессершмитт».
Был награждён орденом Красного Знамени за уничтожение около 300 офицеров противника, находившихся в атакованном им ресторане. Через несколько дней после этого получил звание лейтенанта за сбитый при спасении командира Me-109.
К 1945 году на счету Кузьмы Васильевича были 235 боевых вылетов, 37 воздушных боёв, 17 сбитых лично неприятельских самолётов. Именно ему была предоставлена честь сбросить флаг Победы над Берлином в день Первого мая 1945 года.
27 июня 1945 года гвардии старшему лейтенанту Новосёлову К. В. было присвоено звание Героя Советского Союза с вручением ордена Ленина и медали «Золотая Звезда» (№ 6519).
После окончания войны Кузьма Васильевич продолжил военную службу. С конца июля 1952 года заместитель командира по лётной подготовке 224-го истребительного авиационного полка подполковник К. В. Новосёлов участвовал в Корейской войне и совершил несколько боевых вылетов. В воздушном бою 11 октября 1952 года он был сбит, покинул самолёт с парашютом, но при приземлении в горной местности получил тяжелейшие травмы, после которых его здоровье уже не восстановилось. Побед в Корее не имел.
Подполковник К. В. Новосёлов по болезни был вынужден уволиться в запас 7 июля 1953 года. Жил и трудился в Ворошиловграде.  Умер 20 марта 1985 года в Ворошиловграде. Похоронен на территории мемориального комплекса «Острая могила» в Луганске. 

## Награды
- Золотая Звезда Героя Советского Союза;
- орден Ленина;
- два ордена Красного Знамени;
- орден Отечественной войны I степени;
- медали.

## Память
- Именем Кузьмы Васильевича Новосёлова названа улица в Кировском районе Казани.

## Комментарии
1. ↑  Деревня Климино, относившаяся к Уржумскому уезду, в последующем входила в состав Кугушенского сельсовета Косолаповского, затем — Сернурского района; не сохранилась, ныне — территория Сернурского района Республики Марий Эл[1].